# Gare Bois-de-Boulogne
Pour les articles homonymes, voir Boulogne et Bois de Boulogne (homonymie).
Cet article possède un paronyme, voir Gare de Boulogne.
La gare Bois-de-Boulogne est une gare ferroviaire située sur la ligne Saint-Jérôme du réseau de train de banlieue de Montréal. Située dans l'arrondissement Ahuntsic-Cartierville de la ville de Montréal, elle est exploitée par Exo. À l'origine, elle est nommée gare Henri-Bourassa.

## Correspondances

### Autobus
| Société de transport de Montréal | Société de transport de Montréal   |
| Circuit                          | Destinations                       |
| -------------------------------- | ---------------------------------- |
| 135                              | De l'Esplanade                     |
| 164                              | Dudemaine                          |
| 171                              | Henri-Bourassa                     |
| 180                              | De Salaberry                       |
| Société de transport de Laval    |                                    |
| Circuit                          | Destinations                       |
| 55                               | Laval-Ouest – Métro Henri-Bourassa |